# Olle Ingemar Elgerd
Olle Ingemar Elgerd (* 31. März 1925 in Schweden; † 30. August 1997 in Alachua, Florida) war ein schwedisch-amerikanischer Elektrotechniker, der an der University of Florida tätig war.

## Werke
- Olle I. Elgerd: Electric Energy Systems Theory: An Introduction. McGraw-Hill, 1971, ISBN 0-07-099286-X.
- Olle I. Elgerd, Patrick van der Puije: Electric Power Engineering. 2. Auflage. Springer, 1998, ISBN 1-4615-5997-9.

| Personendaten    | Personendaten                              |
| ---------------- | ------------------------------------------ |
| NAME             | Elgerd, Olle Ingemar                       |
| KURZBESCHREIBUNG | schwedisch-amerikanischer Elektrotechniker |
| GEBURTSDATUM     | 31. März 1925                              |
| GEBURTSORT       | Schweden                                   |
| STERBEDATUM      | 30. August 1997                            |
| STERBEORT        | Alachua, Florida                           |